# Conspiracy (Junior M.A.F.I.A.)
Conspiracy è il primo album del gruppo hip hop newyorkese Junior M.A.F.I.A., prodotto da Undeas/Big Beat nel 1995.  I due singoli pubblicati, Get Money e Players Anthem, hanno ottenuto un buon successo.

## Tracce
1. Intro - 2:42 (prod. Lance 'Un' Rivera)
2. White Chalk - 4:40 (prod. Daddy-O)
3. Excuse Me... - 0:50 (prod. Lance 'Un' Rivera)
4. Realms Of Junior M.A.F.I.A. - 4:25 (prod. Dj Clark Kent)
5. Player's Anthem - 5:22 (prod. Dj Clark Kent)
6. I Need You Tonight - 4:28 (prod. Dj Clark Kent)
7. Get Money - 4:34 (prod. EZ Elpee)
8. I've Been - 0:35 (prod. Lance 'Un' Rivera)
9. Crazaay - 3:58 (prod. Dj Clark Kent)
10. Back Stabbers - 5:34 (prod. Daddy-O)
11. Shot! - 0:55 (prod. Lance 'Un' Rivera)
12. Lyrical Wizardry - 3:52 (prod. Akshun)
13. Oh My Lord - 3:39 (prod. Special Ed)
14. Murder Onze - 4:22 (prod. Akshun)
15. Outro - 0:41 (prod. Lance 'Un' Rivera)

## Formazione
- Lil' Cease
- Mc Klepto
- Banger
- Nino Brown
- The Notorious B.I.G.
- Lil' Kim
- Trife
- Chico Del Vec